# 大和川 (漫画家)
大和川（やまとがわ）は、日本の漫画家、イラストレーター。主に成人向け漫画を描いている。
『Powerプレイ!』執筆においてビキニアーマーへのこだわりを吐露している。また、『ソウルキャリバー ロストソーズ』のダウンロードコンテンツのコスチュームデザインも行った。
大阪芸術大学を卒業後、河合克敏のアシスタントを経て、2006 年より漫画家としてデビュー。自身の画業以外に、複数の他作者の単行本表紙等のカラー彩色も制作している。

## 作品リスト

### 単行本
すべて茜新社出版でTENMA COMICSレーベル。
1. 『AQUA BLESS』 2007年2月24日発売[3]、ISBN 978-4-87182-898-7
2. 『Witchcraft』 2008年3月14日発売[4]、ISBN 978-4-87182-972-4
3. 『たゆたゆ』 2009年4月24日発売[5]、ISBN 978-4-86349-062-8
4. 『たいへんよくできました?』 2009年12月18日発売[6]、ISBN 978-4-86349-119-9
5. 『Powerプレイ!』 2012年2月24日発売[7]、ISBN 978-4-86349-273-8
6. 『ヴァニラエッセンス』 2015年9月28日発売[8]、ISBN 978-4-86349-530-2

### 単行本未収録
- べんきょうしませんか？ （COMIC 高 Vol.7、2016年1月）
- 白昼夢 （COMIC高 2018年2月号）